# Pselliophora suspirans
Pselliophora suspirans är en tvåvingeart. Pselliophora suspirans ingår i släktet Pselliophora och familjen storharkrankar.

## Underarter
Arten delas in i följande underarter:
- P. s. hilaris
- P. s. suspirans